# Prosečský tunel
Prosečský tunel je železniční tunel na katastrálním území Jablonec nad Nisou, který leží na regionální železniční trati Liberec – Tanvald mezi zastávkami Proseč nad Nisou a Jablonec nad Nisou dolní nádraží v km 10,141–10,209.

## Historie
Úsek trati z Liberce do Jablonce nad Nisou byl zprovozněn v roce 1888, v roce 1894 došlo k otevření pokračování trati z Jablonce nad Nisou do Tanvaldu. Úsek z Tanvaldu do Kořenova byl budován se záměrem propojit stávající tratě Liberec–Tanvald a Železný Brod – Tanvald s plánovanou tratí Jelenia Góra – Kořenov (Zackenbahn), neboli propojit Rakousko-Uhersko s Pruskem. Trať z Tanvaldu do Kořenova byla zprovozněna 1. července 1902 a 1. října 1902 z Kořenova do Harrachova, kde byla trať napojena na Německé dráhy. Úsek Tanvald–Kořenov měl provozní délku 6,7 km s výškovým rozdílem 235,1 m, sklon trati, vybavené ozubnicí, dosahuje 58 ‰. V roce 1992 byl tento úsek s pěti tunely Ministerstvem kultury České republiky prohlášen kulturní památkou. Na celém úseku trati bylo postaveno deset tunelů.

## Popis
Jednokolejný tunel se nachází na železniční trati Liberec–Tanvald–Harrachov v úseku mezi zastávkami Proseč nad Nisou a Jablonec nad Nisou dolní nádraží. Byl postaven ve svahu, který kopíruje údolí Lužické Nisy západně od města Jablonec nad Nisou, a zprovozněn byl v roce 1894. Tunel leží v nadmořské výšce 460 m a měří 67,8 m.